# Valverde de Llerena
Valverde de Llerena község Spanyolországban, Badajoz tartományban. Valverde de Llerena Guadalcanal, Reina, Berlanga és Azuaga községekkel határos. Lakosainak száma 566 fő (2024).

## Népesség
A település népessége az utóbbi években az alábbiak szerint változott:
| Lakosok száma | 818  | 790  | 744  | 719  | 689  | 662  | 621  | 585  | 562  | 566  |
|               | 2001 | 2003 | 2006 | 2008 | 2011 | 2014 | 2017 | 2019 | 2022 | 2024 |